# Мегура (комуна, Телеорман)
Мегура (рум. Măgura) — комуна у повіті Телеорман в Румунії. До складу комуни входять такі села (дані про населення за 2002 рік):
- Гуруєнь (1147 осіб)
- Мегура (2002 особи) — адміністративний центр комуни

Комуна розташована на відстані 72 км на південний захід від Бухареста, 7 км на північний схід від Александрії, 130 км на схід від Крайови.

## Населення
За даними перепису населення 2002 року у комуні проживали 3149 осіб. Усі жителі комуни рідною мовою назвали румунську.
Національний склад населення комуни:
| Національність | Кількість осіб | Відсоток |
| -------------- | -------------- | -------- |
| румуни         | 3102           | 98,5%    |
| цигани         | 47             | 1,5%     |

Склад населення комуни за віросповіданням:
| Релігія     | Кількість осіб | Відсоток |
| ----------- | -------------- | -------- |
| православні | 3135           | 99,6%    |
| адвентисти  | 8              | 0,3%     |
| бретрени    | 4              | 0,1%     |
| баптисти    | 1              | < 0,1%   |

## Зовнішні посилання
- Дані про комуну Мегура на сайті Ghidul Primăriilor [Архівовано 31 січня 2010 у Wayback Machine.]